# Битиева, Ева Николаевна
Ева Николаевна Битиева (1917 год, Гуфта — 1993 год, Владикавказ) — строгальщица вагоноремонтного завода имени С. М. Кирова Северо-Осетинского совнархоза, гор. Орджоникидзе. Герой Социалистического Труда (1960).

## Биография
Родилась в 1917 году в крестьянской семье в селе Гуфта (сегодня — Дзауский район Южной Осетии). С 1930-х годов трудилась строгальщицей в железнодорожных мастерских (позднее — Вагоноремонтный завод имени С. М. Кирова) в Орджоникидзе. Участвовала в стахановском движении.
Выполнила задания семилетки (1959—1965) за три с половиной года. Указом Президиума Верховного Совета СССР от 7 марта 1960 года «в ознаменование 50-летия Международного женского дня, за выдающиеся достижения в труде и особо плодотворную общественную деятельность» удостоена звания Героя Социалистического Труда с вручением ордена Ленина и золотой медали «Серп и Молот».
Проработала на заводе свыше 30 лет.
Скончалась в 1993 году во Владикавказе.